# Ole Henriksen (kosmetolog)
 Der er flere personer med dette navn, se Ole Henriksen.
Ole Henriksen (født 4. maj 1951 i Nibe) er en dansk hudspecialist og kosmetolog som bor i Los Angeles, hvor han har en skønhedsklinik på 8622 West Sunset Boulevard i Beverly Hills.
Siden Ole Henriksen åbnede sin skønhedsklinik i 1975 med egne opskrifter, har hans produkter nået stor udbredelse på verdensplan.[kilde mangler]
Ole Henriksen selv rejser en del rundt i verden, mens skønhedsklinikken passer sig selv med en stab af internationale eksperter. Hans skønhedsklinik – en spa, som det hedder "på de kanter" – er et yndet turistmål for danskere på besøg i Los Angeles. Til det formål har Ole Henriksen lagt en gæstebog frem i receptionen, så gæster, der kommer forgæves, kan skrive en hilsen til ham.
Han er også kendt i Danmark som "Cremekongen".
Ole Henriksen har siden 2008 været gift med den otte år yngre Laurence Roberts.
Ole Henriksen har desuden optrådt i den danske version af Disney Pixar-filmen 'Finding Dory' som kommentator i akvariets højttalere.
Ole har desuden lagt stemme til en figur af ham selv i traileren til tegnefilmen 'Rejsen til Saturn’, hvor han står i sin klinik med kosmetik og velvære og giver en kommentar på de astronauter, der er klar til rejse ud i rummet.
Den 12. december 2016 blev det annonceret, at Musikkens Hus i Aalborg og Aalborg Symfoniorkester vil producere en koncert, I Love It - in Concert, der er bygget over Ole Henriksens liv. Koncerten havde premiere d. 27. september 2017 i Musikkens Hus.